# Erdei gyapjasmadár
Az erdei gyapjasmadár vagy király-gyapjasmadár (Drepanis pacifica) a madarak osztályának verébalakúak (Passeriformes) rendjébe és a pintyfélék (Fringillidae) családjába tartozó kihalt faj.

## Előfordulása
A Hawaii szigeteken élt.

## Kihalása
Az élőhely elvesztése és az új ragadozók okozták kihalását. Az utolsó élő példányt 1898-ban látták.